# Caerphilly

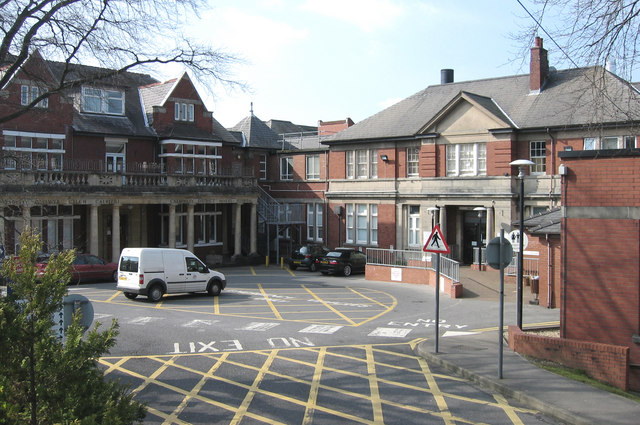
Szpital w Caerphilly

Caerphilly (IPA: [kɛəˈfɪli], wal. Caerffili IPA: [ˌkɑːɨrˈfɪlɪ]) − miasto w Walii, w zespole miejskim Cardiff, około 28 tysięcy mieszkańców w roku 2003.
Co roku w lipcu odbywa się tu festiwal „The Big Cheese”
W mieście rozwinął się przemysł odzieżowy.

## Zabytki
- Zamek Caerphilly – największy zamek w Walii i drugi co do wielkości w Wielkiej Brytanii (po Zamku Windsorskim)

## Miasta partnerskie
- Ludwigsburg, Niemcy
- Písek, Czechy
- Lannion, Francja